# Brian Delate
Brian Delate (Trenton, 8 de abril de 1949) es un actor estadounidense. Delate es más conocido en todo el mundo por interpretar a Walter Moore/Kirk Burbank en la película de Paramount de 1998 The Truman Show.

## Biografía
Nació en Trenton, Nueva Jersey,  hijo de Joseph y Patricia Delate, y se crio principalmente en el condado de Bucks, Pensilvania
Brian Delate sirvió en la guerra de Vietnam (1969) como suboficial condecorado y desde 1980 ha trabajado extensamente en cine, teatro y televisión como actor. "Corazón de soldado" supone su debut como guionista y director. Como actor, Delate tiene en su haber más de 24 películas y 12 series de televisión. Se le puede ver en la película/documental de Salomaybe, protagonizada y dirigida por Al Pacino, que sigue la última encarnación de la puesta en escena en Los Ángeles de "Salomé", de Oscar Wilde, dirigida por Estelle Parsons, que fue una reposición de la producción de Broadway en la que también apareció Delate.
Corazón de soldado" es una carta de amor a los veteranos y sus familias. Un veterano, que se acercó a él tras ver un primer montaje, le dijo: "Me alegro de que hayas hecho esta película como la has hecho, porque me ha dado espacio para pensar en mi propia historia". Creo que mi película es un buen punto de partida para cualquier posible conversación sobre el TEPT. Así que a mis compañeros veteranos les digo: Bienvenidos a casa, y a todos los demás les pido humildemente que inviten a la conversación".
Delate vive en California.

## Filmografía

### Cine
| Año  | Título                       | Papel                 | Notas         |
| ---- | ---------------------------- | --------------------- | ------------- |
| 1989 | Navaja                       | Briggs                |               |
| 1990 | Cambio de suerte             | Capataz del jurado    |               |
| 1994 | Cadena perpetua              | Dekins de guardia     |               |
| 1995 | La muerte súbita             | Blair                 |               |
| 1997 | Inicio antes del anochecer   | Martín James          |               |
| 1998 | El show de Truman            | padre de truman       |               |
| 2001 | Wendigo                      | Everett               |               |
| 2001 | Solitario                    | Ricardo               |               |
| 2001 | Soldados de búfalo           | coronel marshall      |               |
| 2002 | manzanas azules del mediodía | Padre Plantard        |               |
| 2002 | Miércoles de ceniza          | el loco george cullen |               |
| 2002 | Lejos del cielo              | Oficial #2            |               |
| 2004 | Estela americana             | Enrique               |               |
| 2005 | Buscando a Bobby D.          | oficial ricardo       |               |
| 2005 | Alquilar                     | policía #2            |               |
| 2006 | Mi hermano                   | señor roland          |               |
| 2006 | luciérnagas                  | tonio                 |               |
| 2007 | El favor                     | detective stewart     |               |
| 2007 | El valiente                  | Detective O'Connor    |               |
| 2008 | corazón de soldado           | rico                  |               |
| 2010 | buen chico johnny            | Franco                |               |
| 2011 | El asesino de huérfanos      | John                  | sin acreditar |
| 2018 | Repetición                   | Sr. azul              |               |

### Televisión
| Año  | Título                                                   | Papel               |
| 2007 | La extraña que hay en ti                                 | Inspecteur O'Connor |
| 2004 | Ley y orden: Acción criminal - Temporada 4               | Adam Alacano        |
| 2004 | Episodio 17                                              | Adam Alacano        |
| 2003 | Ley y orden - Temporada 14                               | Sajek               |
| 2003 | Episodio 14                                              | Sajek               |
| 2002 | Lejos del cielo                                          | Oficial             |
| 2002 | Ley y orden: Unidad de víctimas especiales - Temporada 4 | -                   |
| 2002 | Episodio 5                                               | -                   |
| 2000 | Ley y orden - Temporada 11                               | -                   |
| 2000 | Episodio 1                                               | -                   |
| 2000 | Ley y orden: Unidad de víctimas especiales - Temporada 2 | -                   |
| 2000 | Episodio 18                                              | -                   |
| 1997 | Ley y orden - Temporada 8                                | Dét. Lloyd Fraker   |
| 1997 | Episodio 18                                              | Dét. Lloyd Fraker   |
| 1996 | Ley y orden - Temporada 7                                | Milton Gannett      |
| 1996 | Episodio 21                                              | Milton Gannett      |
| 1995 | Ley y orden - Temporada 6                                | Mickey Leahy        |
| 1995 | Episodio 21                                              | Mickey Leahy        |
| 1992 | Ley y orden - Temporada 3                                | -                   |
| 1992 | Episodio 16                                              | -                   |
| 1990 | El misterio Von Bülow                                    | Jury Foreman        |